# Гаврилов, Александр Станиславович
Александр Станиславович Гаврилов (род. 8 апреля 1989) — российский хоккеист, защитник.
Воспитанник петербургского СКА. В сезонах 2006/07 — 2008/09 играл в первой лиге первенства России за СКА-2. В сезоне 2007/08 провёл по одним данным одну, по другим — четыре игры в Суперлиге за СКА. Выступал в МХЛ в составе команд СКА-1946 (2009/10) и «Серебряные львы» (2010/11), после чего завершил профессиональную карьеру.